# Park Tysiąclecia w Krakowie
Park Tysiąclecia – park miejski w Krakowie, znajdujący się w Dzielnicy XV Mistrzejowice, na osiedlu Tysiąclecia, zajmujący powierzchnię 10,99 ha. Park jest ograniczony od południa aleją gen. Tadeusza Bora-Komorowskiego, od wschodu i północy blokami osiedla Tysiąclecia, od zachodu natomiast graniczy z osiedlem Oświecenia.

## Historia
Park Tysiąclecia powstał na przełomie lat 70. i 80. XX wieku, w związku z budową założenia architektoniczno-urbanistycznego Mistrzejowic, na obszarze osiedla Tysiąclecia, w miejscu znajdujących się tu wcześniej, pól uprawnych, przy jednoczesnym wykorzystaniu istniejącego, naturalnego ukształtowania terenu. Powstał w miejscu, w którym z uwagi na ukształtowanie terenu niemożliwa była realizacja zabudowy mieszkaniowej lub usługowej.
Na początku XXI wieku zbudowano w parku drewniany amfiteatr, który po kilku latach został spalony, prawdopodobnie w wyniku działań lokalnych wandali. Po kilku latach, na terenie parku zbudowano nową, stalową konstrukcję sceny plenerowej.
28 czerwca 2009 roku, po zakończeniu VI edycji Małopolskiego Pikniku Lotniczego, samolot Cessna 172, należący do Aeroklubu Warszawskiego, rozbił się w Parku Tysiąclecia, około 600 metrów od miejsca startu. W wyniku tragicznego wypadku zginął pilot oraz jeden z trójki pasażerów. Samolot został całkowicie zniszczony, natomiast w parku połamanych zostało kilka drzew oraz częściowo wypalony teren katastrofy. W późniejszym czasie, w miejscu wypadku – w południowej części parku umieszczono pomnik–głaz, upamiętniający ofiary tragicznego wydarzenia.
W latach 2019–2020 dokonano rewitalizacji Parku Tysiąclecia. W jej ramach m.in. zmodernizowano alejki, które wykonano z asfaltobetonu i kostki bezfazowej w miejscach, pod którymi przebiegają instalacje podziemne, wymieniono słupy oświetleniowe, wykonano nowe elementy małej architektury: ławki, leżaki, stoliki do gry w szachy z siedziskami, kosze na śmieci. Dokonano także remontu znajdującej się w parku fontanny, sceny plenerowej, wykonano punkt widokowy, skatepark, alejkę sensoryczną, boisko do siatkówki plażowej, siłownię plenerową, jak również nowe rabaty z krzewinkami i nasadzenia drzew. Zmodernizowano także place zabaw – dolny i górny – wyremontowano część istniejących urządzeń oraz zamontowano nowe. W kwestii roślinności, w ramach przeprowadzonej rewitalizacji, usunięto 22 sztuki drzew oraz krzewów. W zamian nasadzono 48 drzew, 4702 sztuki krzewów liściastych, 1652 sztuki krzewów róż, 1005 sztuk roślin sezonowych, 2373 sztuki bylin, 383 sztuki pnączy oraz nasadzono rośliny cebulowe na powierzchni 3711 m².

## Infrastruktura i geografia
Park posiada bardzo urozmaiconą topografię, jest bowiem usytuowany w dolinie. Stanowi obszar urządzony i zadbany, w większości zadrzewiony, miejscami na tyle gęsto, iż drzewostany tworzą miniaturowe lasy. Oprócz tego wśród zagospodarowanej roślinności parku znajdują się klomby, sezonowo kwiaty. Na terenie parku znajdują się ponadto: dwie górki saneczkowe, stoliki szachowe, ławki, amfiteatr, fontanna, boisko wielofunkcyjne i plac zabaw.
Przez teren parku przebiegają szczególnie uczęszczane ciągi komunikacji pieszej i rowerowej z sąsiadujących osiedli Tysiąclecia i Oświecenia w kierunku alei gen. Bora-Komorowskiego, wzdłuż której prowadzą drogi rowerowe oraz gdzie zlokalizowane są przystanki autobusowe komunikacji miejskiej. Wykorzystując naturalne zagłębienie terenu – zorientowany południkowo jar, park posiada układ podłużny w kierunku północ–południe. Wysokość nad poziomem morza obszaru parku ogółem wznosi się w kierunku północnym. Przy alei gen. Bora-Komorowskiego teren usytuowany jest na wysokości ok. 234 m n.p.m. Południowa cześć parku zlokalizowana jest na wysokości 231 m n.p.m., następnie, kierując się na północ teren wznosi się, osiągając wysokość kolejno: przy fontannie 235 m n.p.m., w rejonie amfiteatru 240 m n.p.m., na placu zabaw 245 m n.p.m., u podnóża skarpy od strony północnej 256 m n.p.m., natomiast wieżowce mieszkalne, sąsiadujące z parkiem od strony północnej, zlokalizowane są nad skarpą, na wysokości 260 m n.p.m. Górka, wykorzystywana w sezonie zimowym do jazdy na sankach, znajdująca się w północno-zachodniej części parku jest najwyżej położonym jego punktem – jej wysokość osiąga 262 m n.p.m. Zatem różnica poziomów na obszarze założenia parkowego sięga prawie 31 m. Największe różnice terenowe, szczególnie w rejonie skarp, otaczających park od wschodu i zachodu są pokonywane za pomocą łącznie 13 ciągów schodów terenowych i pochylni dla niepełnosprawnych. W ukształtowanie terenu wpisane są również parkowe alejki.
W niektórych opracowaniach dokonuje się podziału parku na kilka części pod kątem zróżnicowania charakteru użytkowego. W części środkowej i północnej parku przeważa wykorzystanie wypoczynkowe i rekreacyjne. W części południowej intensywność użytkowania założenia jest mniejsza, z uwagi na bliskie sąsiedztwo ruchliwej alei gen. Bora-Komorowskiego i wynikający z tego faktu hałas, który jest tym mniejszy, im dalej w głąb parku, w kierunku północnym. Obrzeża parku pełnią funkcje przeważnie komunikacyjne, gdyż tamtędy wiodą główne ciągi piesze.

## Galeria

Park – galeria zdjęć (maj 2006)
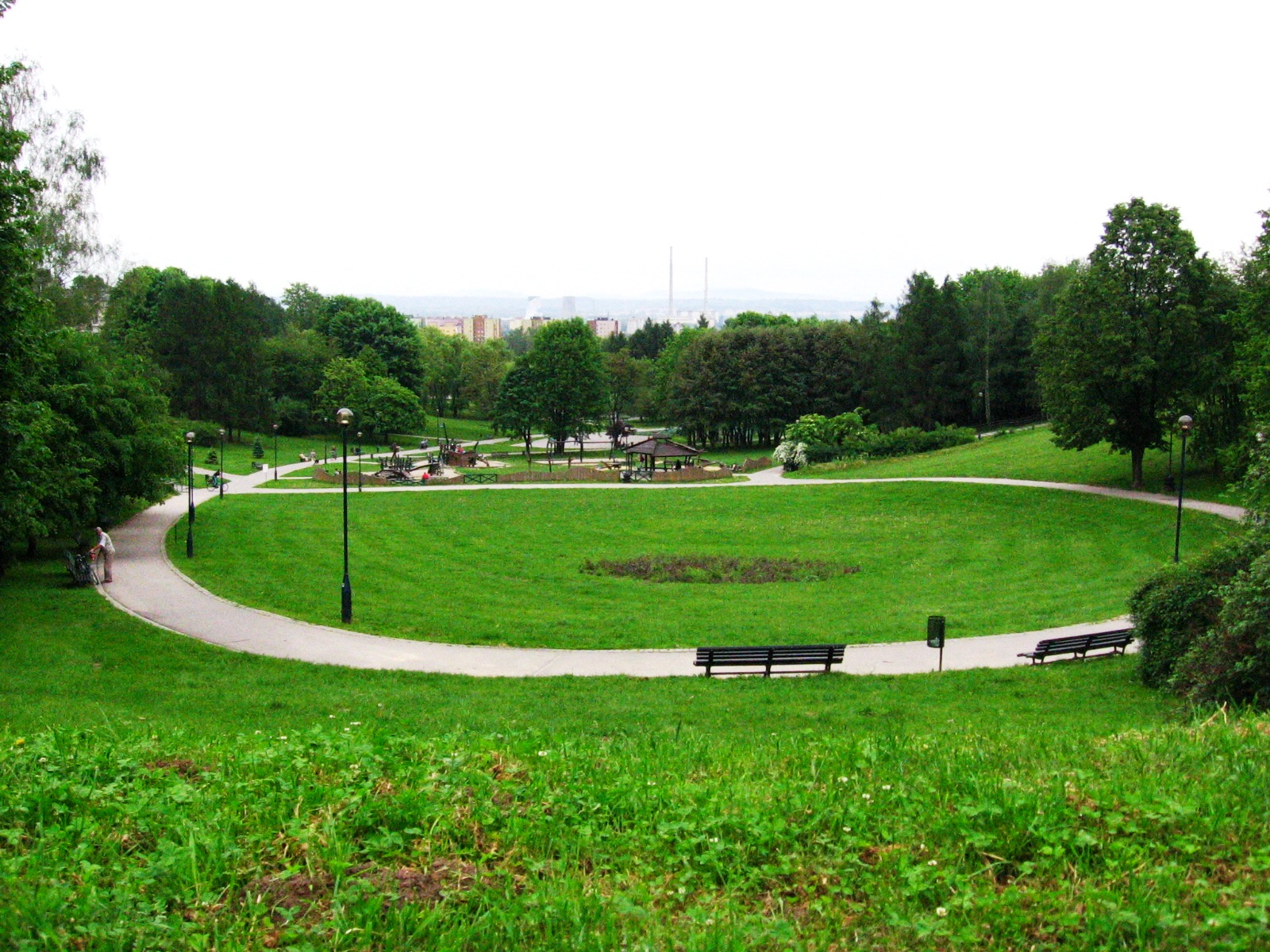
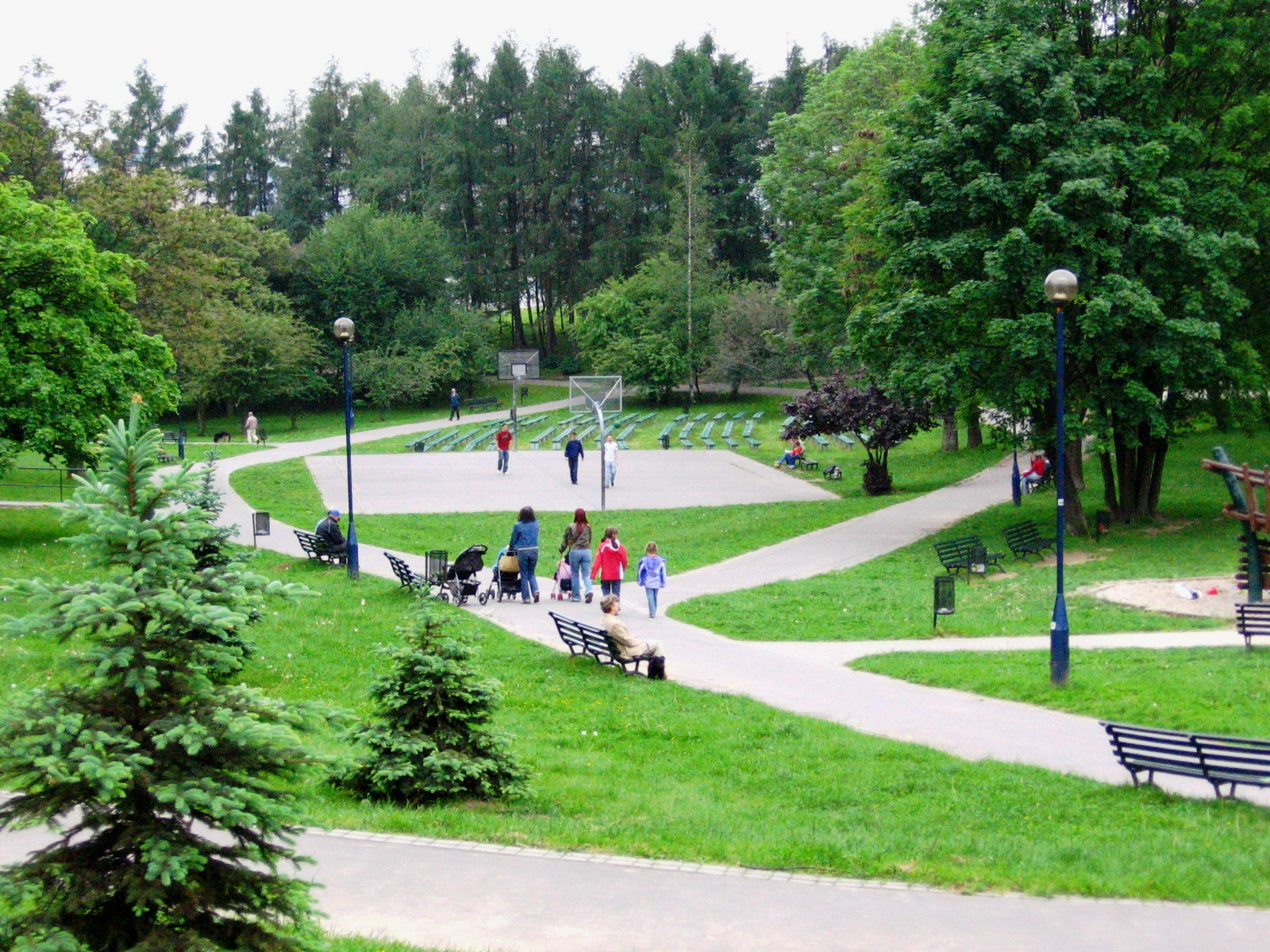
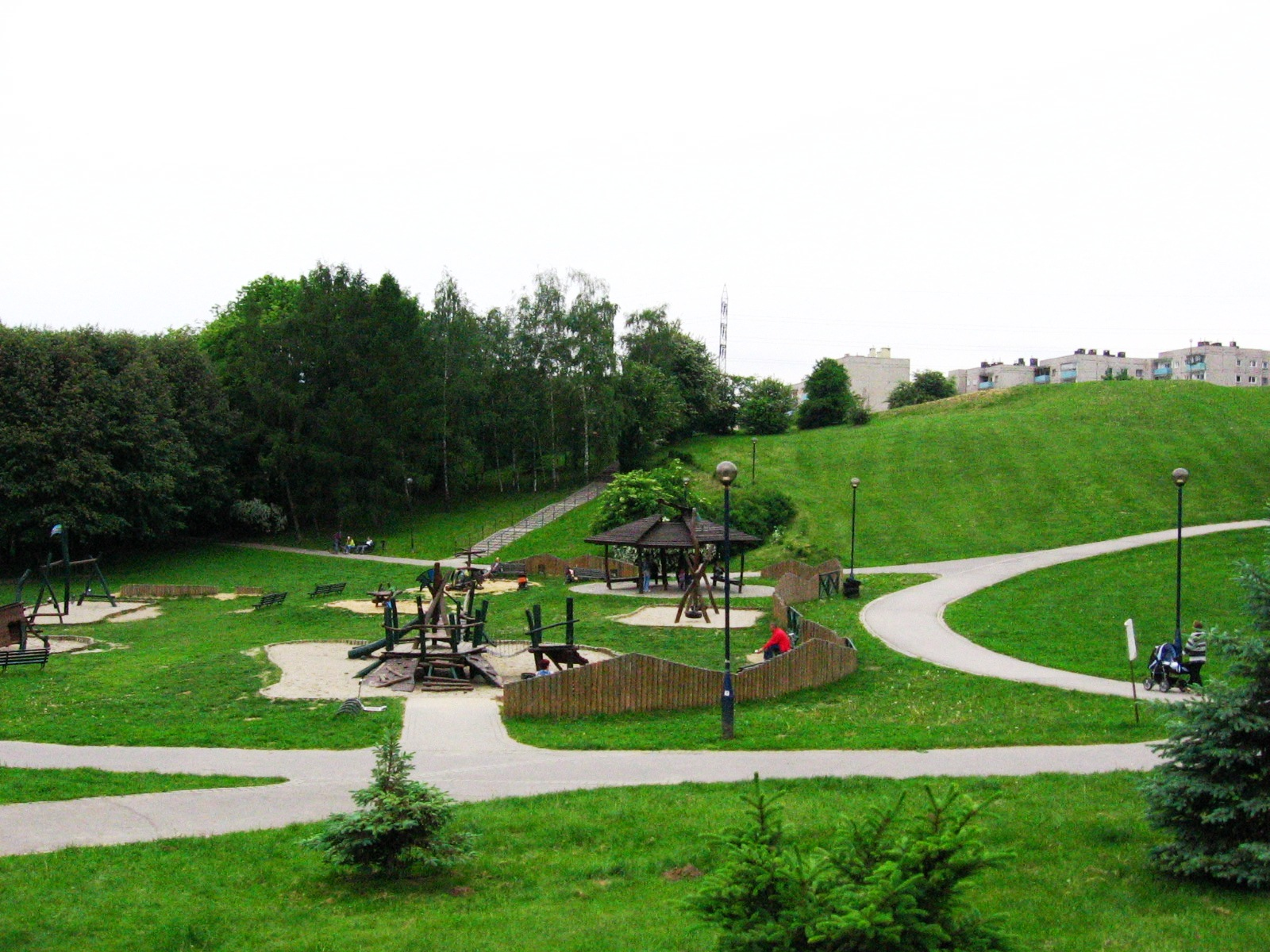
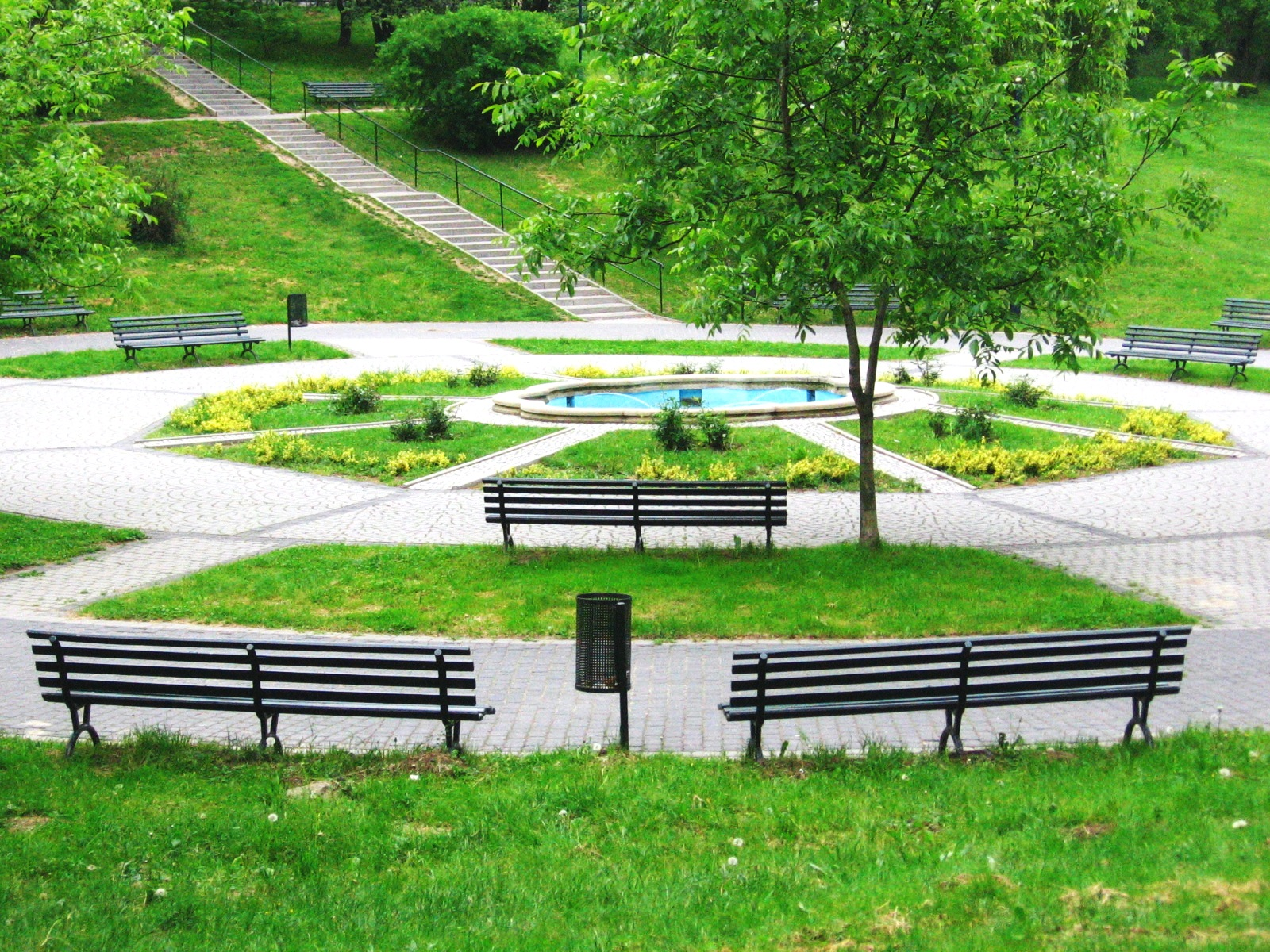

Park – galeria zdjęć (maj 2021)
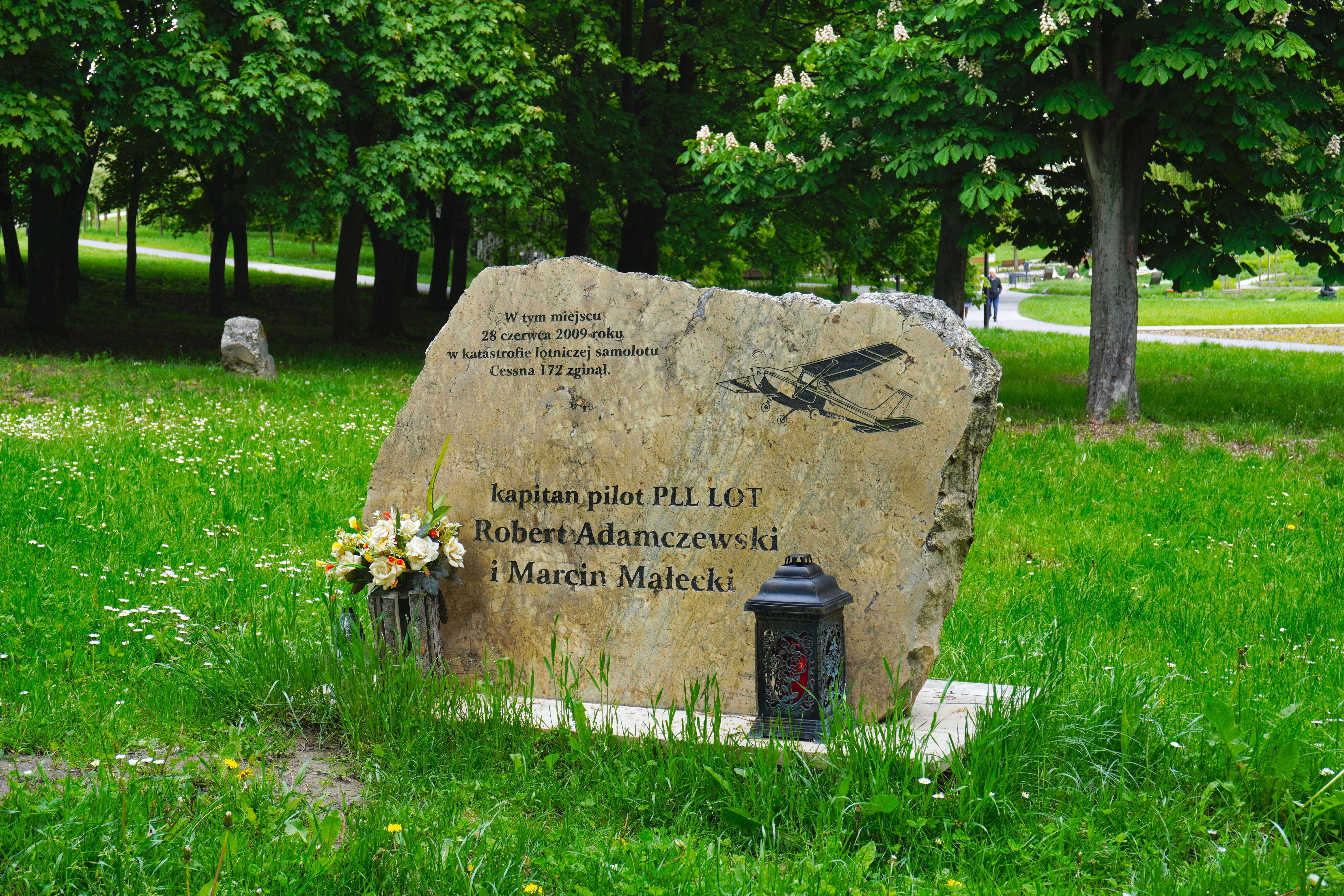
Pomnik w miejscu katastrofy samolotu Cessna 172
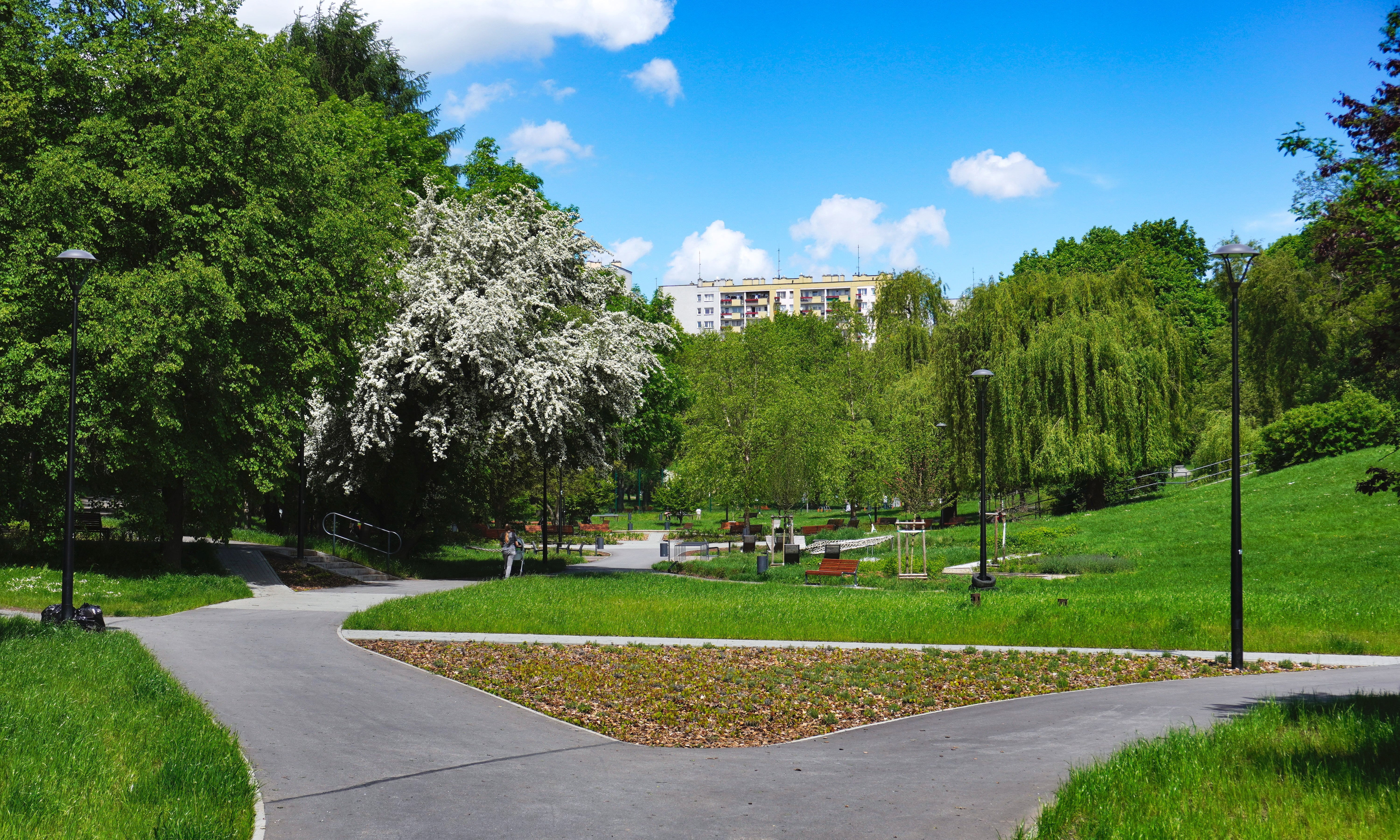
Widok ogólny na północ
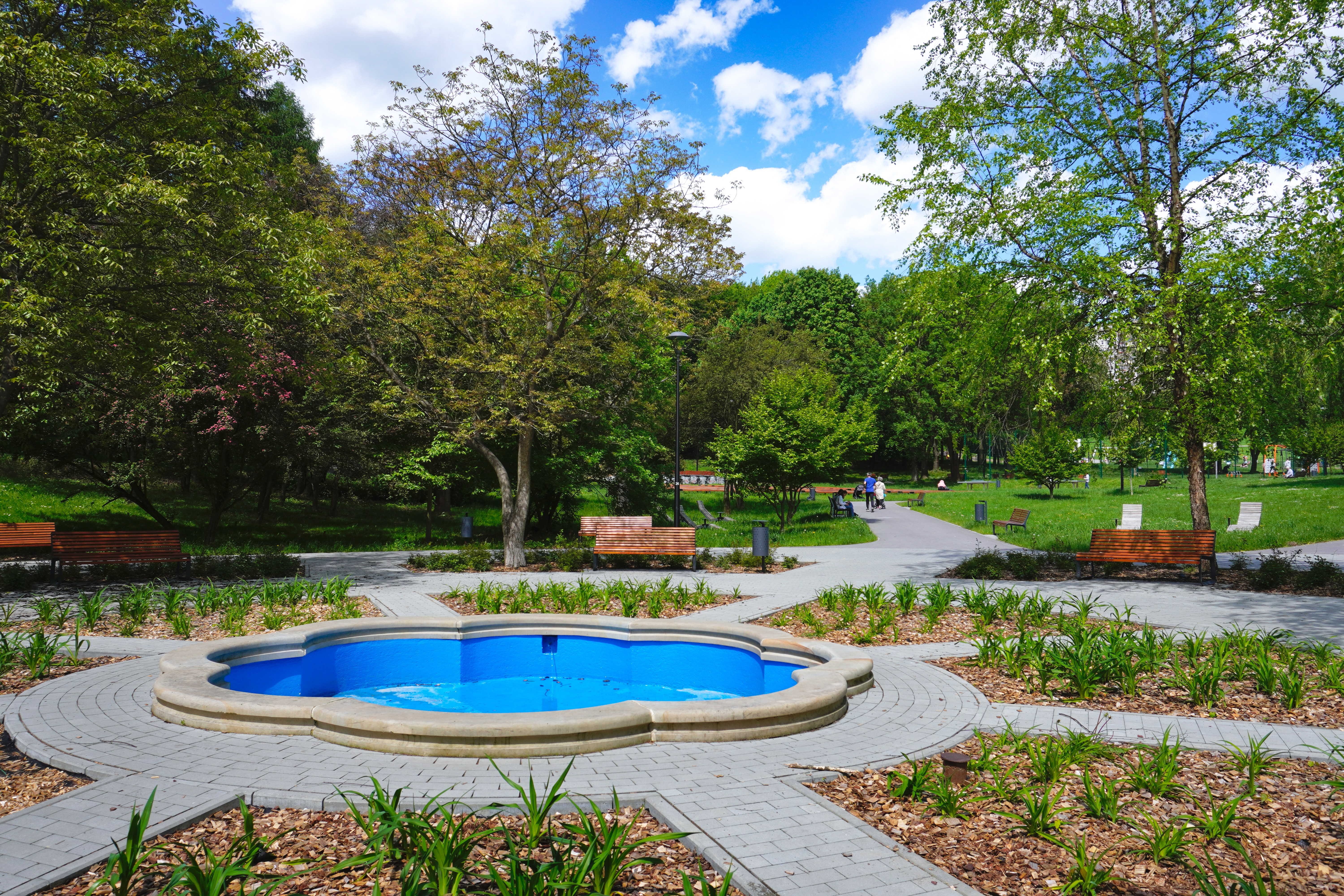
Fontanna w parku
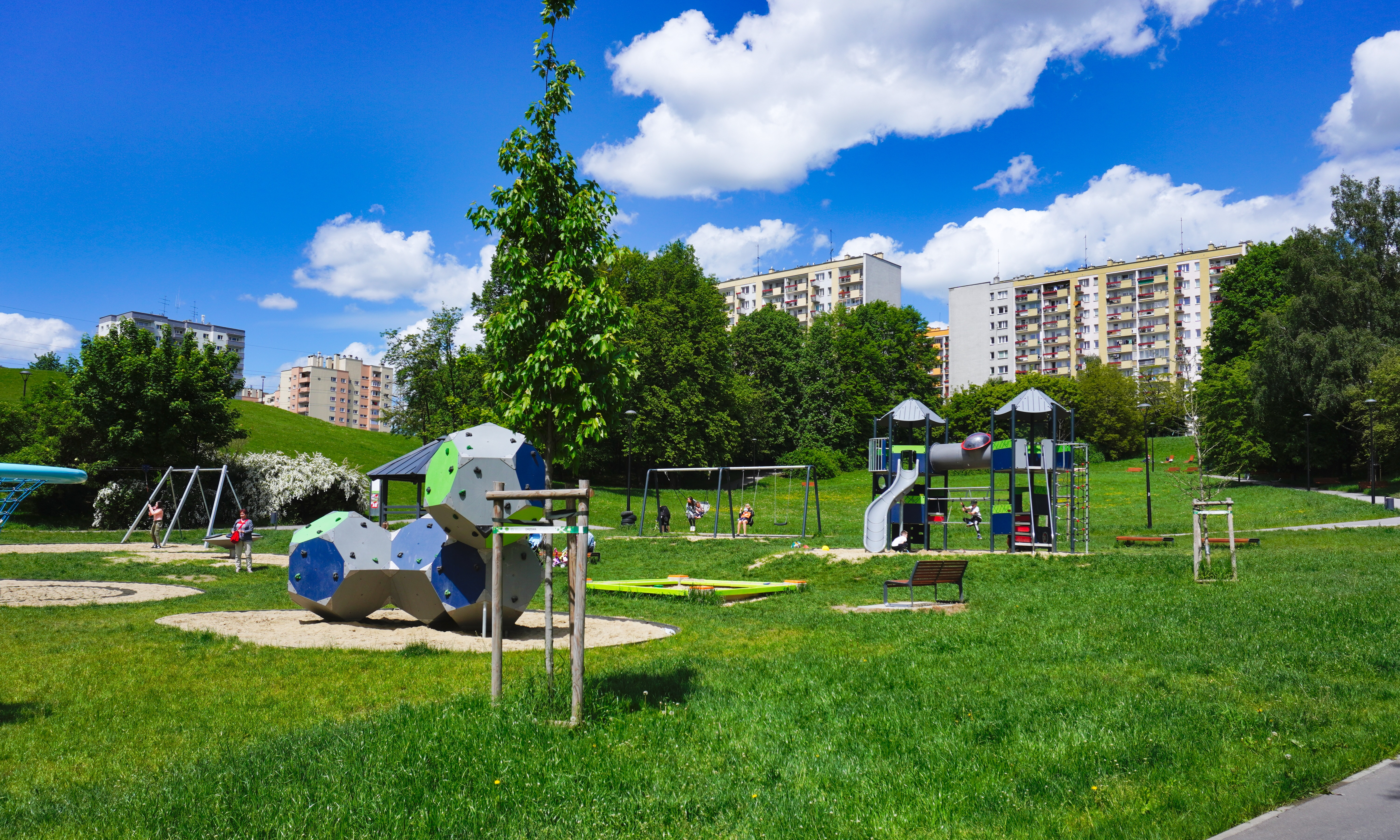
Plac zabaw, w tle bloki osiedla Tysiąclecia
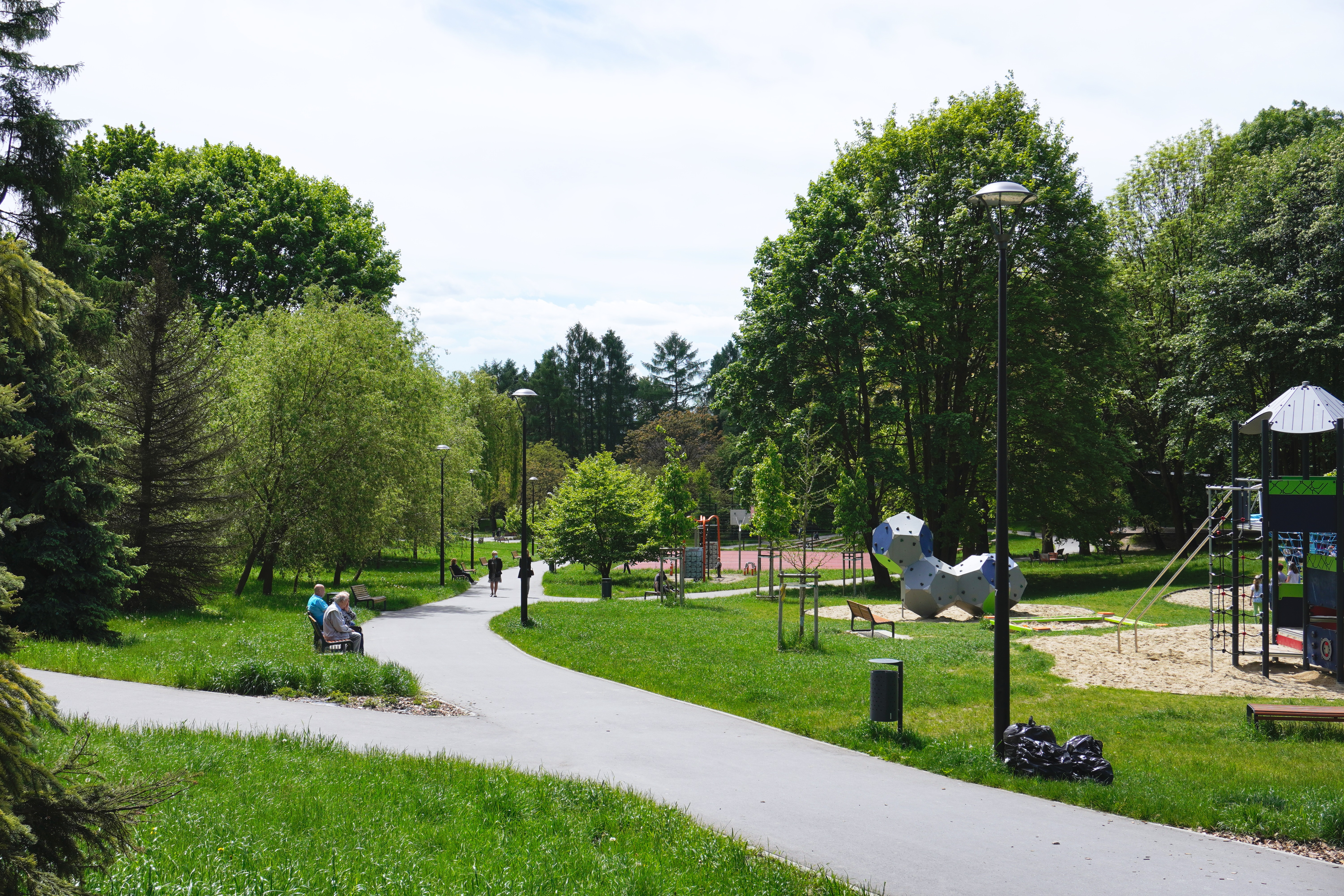
Widok ogólny na południe
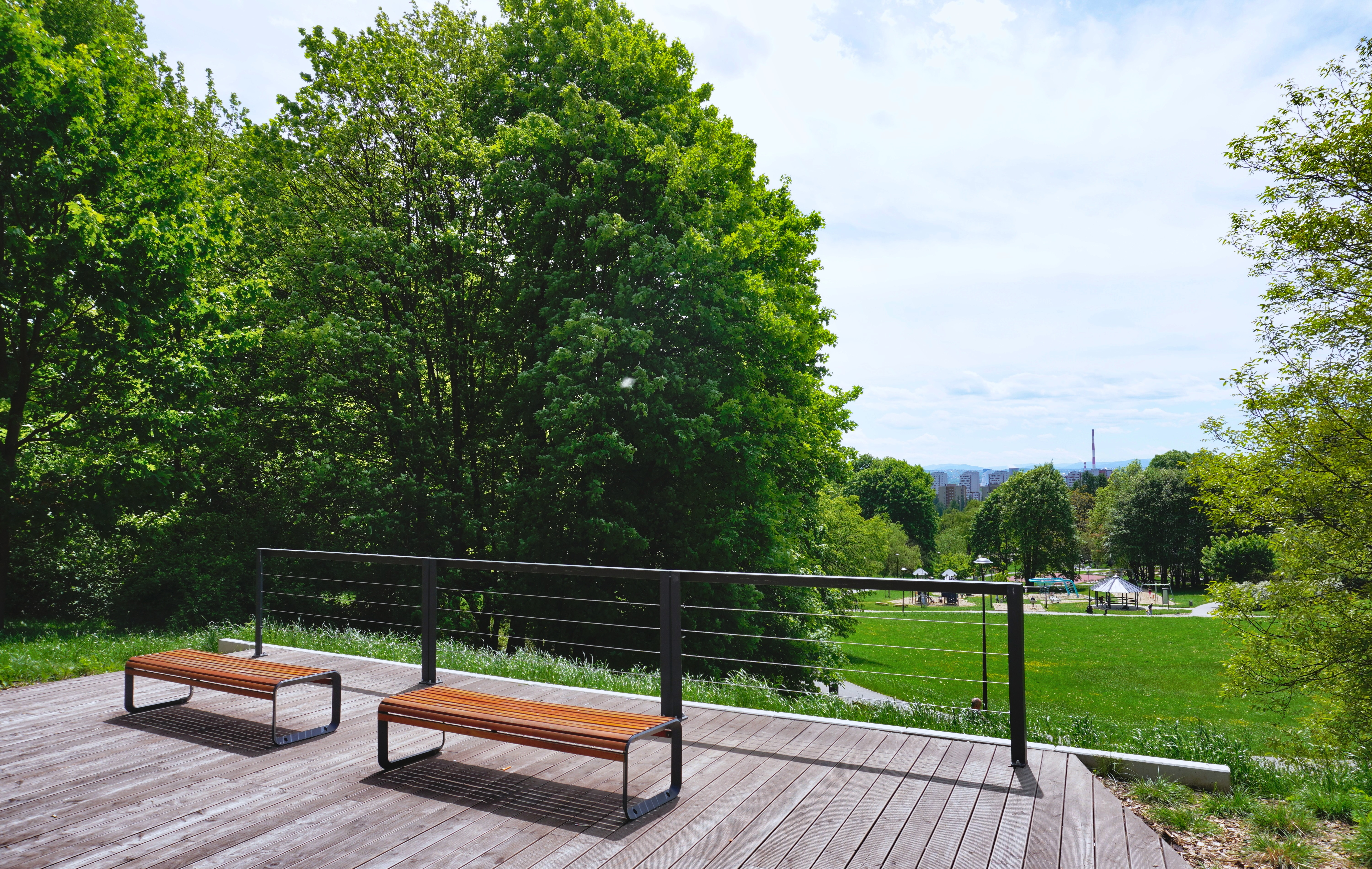
Punkt widokowy nad skarpą po północnej stronie parku